# Eliminator
Eliminator é o oitavo álbum de estúdio da banda ZZ Top, lançado em 1983. Este álbum está na lista dos 200 álbuns definitivos no Rock and Roll Hall of Fame.

## Nome do carro
O carro deles é um Ford Coupé de 1933 que entrava em cena tornando assim, um ícone visual da banda. Um Hot Rod que ficou conhecido na capa do disco de mesmo nome e na capa do disco seguinte, Afterburner de 1985, que novamente é visto, porém, como nave espacial.

## Faixas
Todas as faixas por Billy Gibbons, Dusty Hill e Frank Beard.
| N.º | Título                          | Duração |  |
| 1.  | "Gimme All Your Lovin'"         | 4:03    |  |
| 2.  | "Got Me Under Pressure"         | 4:02    |  |
| 3.  | "Sharp Dressed Man"             | 4:12    |  |
| 4.  | "I Need You Tonight"            | 6:13    |  |
| 5.  | "I Got the Six"                 | 2:53    |  |
| 6.  | "Legs"                          | 4:33    |  |
| 7.  | "Thug"                          | 4:19    |  |
| 8.  | "TV Dinners"                    | 3:50    |  |
| 9.  | "Dirty Dog"                     | 4:06    |  |
| 10. | "If I Could Only Flag Her Down" | 3:39    |  |
| 11. | "Bad Girl"                      | 3:13    |  |

## Banda
- Billy Gibbons: guitarra e vocal
- Dusty Hill: baixo
- Frank Beard: bateria